# Masdevallia barlaeana
Masdevallia barlaeana là một loài lan đặc hữu của Peru.

## Hình ảnh

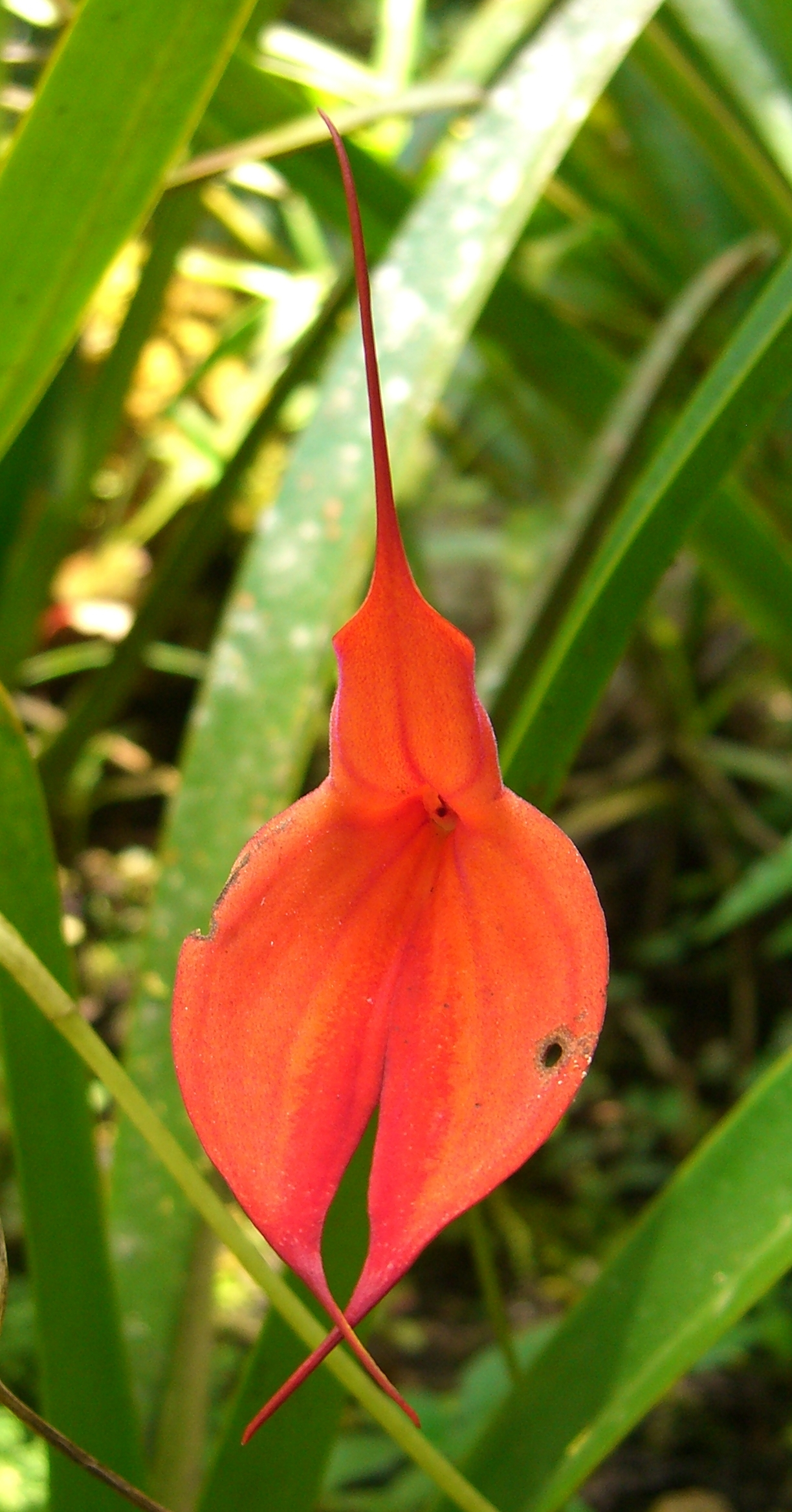
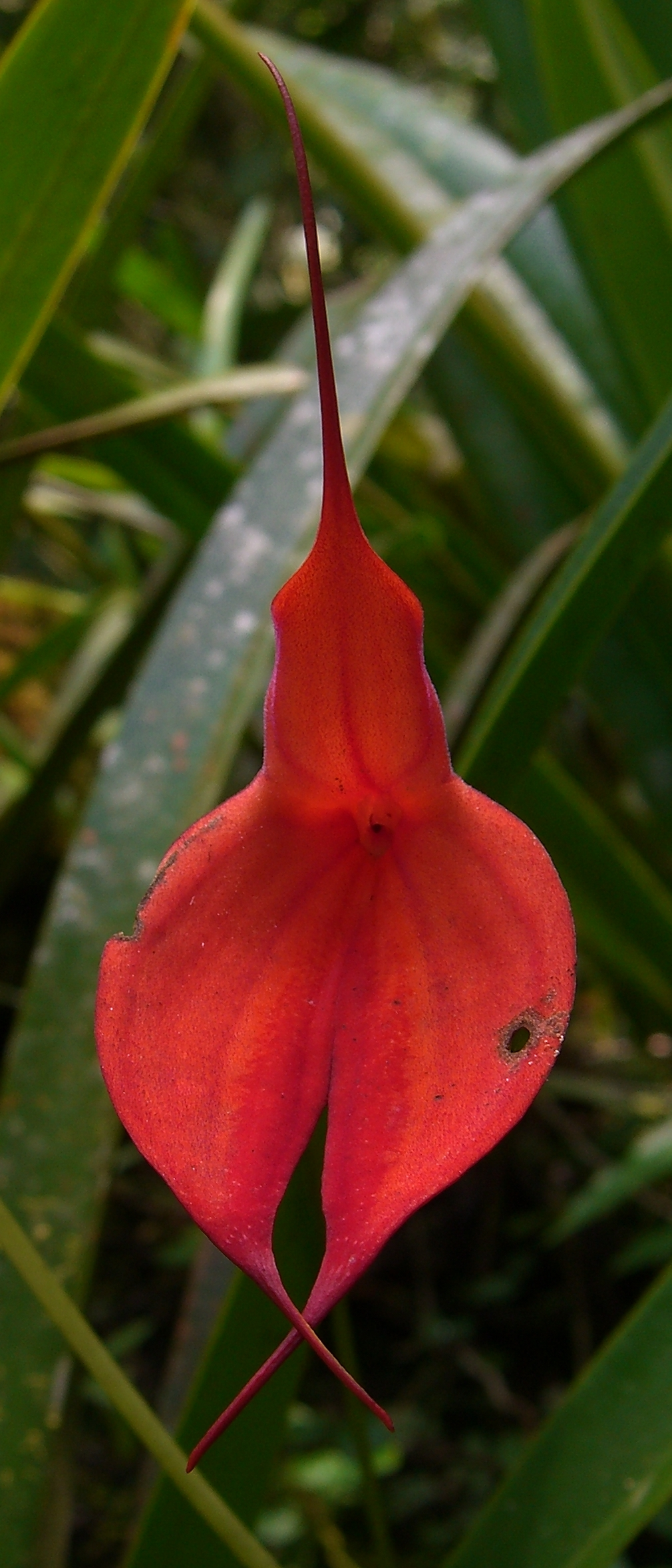
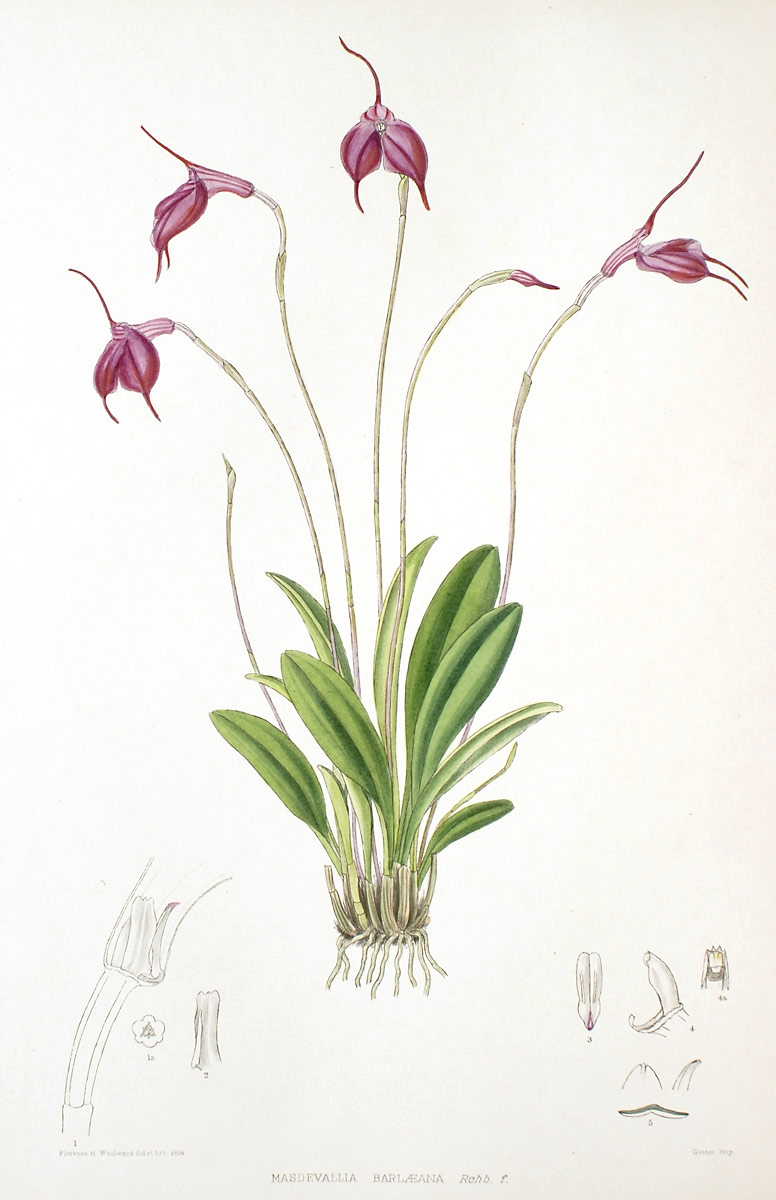